# NGC 5468
NGC 5468 é uma galáxia espiral barrada (SBc) localizada na direcção da constelação de Virgo. Possui uma declinação de -05° 27' 11" e uma ascensão recta de 14 horas, 06 minutos e 35,0 segundos.
A galáxia NGC 5468 foi descoberta em 5 de Março de 1785 por William Herschel.